# Przybyłka
Przybyłka (Głucha) – potok, lewy dopływ Koszarawy o długości 5,37 km.
Źródła potoku znajdują się na południowo-zachodnich stokach Mędralowej, północno-wschodnich stokach Jaworzyny i pod przełęczą Głuchaczki. Najwyższe znajdują się na wysokości około 990 m n.p.m. Spływa w północno-zachodnim kierunku głęboką i zalesioną doliną i w miejscowości Przyborów uchodzi do Koszarawy. Zasilany jest przez kilka potoków, m.in. Moczów Potok i Przyborową.
Przełęcz Głuchaczki i łożysko potoku Przybyłka stanowią granicę między dwoma pasmami górskimi: Pasmem Przedbabiogórskim, do którego należy Mędralowa, i Beskidem Żywieckim, do którego należy Jaworzyna.
Nazwę Przybyłka podawał już Andrzej Komoniecki (1658–1728), autor „Chronografii albo Dziejopisu Żywieckiego”. Na mapach sprzed II wojny światowej podano dla tego potoku błędną nazwę Głuchy.